# Komiszár János
Komiszár János (Máriapócs, 1949 –) magyar festőművész, művészeti író.

## Életpályája
Máriapócson, az Istenszülő bazilikájáról híres búcsújáróhelyen született, 1949-ben. Diplomáit a Budapesti Műszaki Egyetemen, az Ybl Miklós Műszaki Főiskolán és a Bessenyei György Tanárképző Főiskolán szerezte. Mestereinek Boldizsár Istvánt, Halápi Jánost, Holló Lászlót és Tar Zoltánt tekinti. Sokat tanult tanáraitól: Bényi Árpádtól, Berecz Andrástól és Valkovits Zoltántól. Nagy hatással volt rá Félegyházi László, Bíró Lajos, Kokas Ignác és Csikzsögödi Nagy Imre festészete.
1981 óta szerepelnek munkái tárlatokon. Eddig 150 önálló kiállítása volt. 2005-ben Budapesten, a Művészetek Palotájában szerepelt 25 festményével. Eddig 26 könyvet illusztrált.
Tagja a Magyar Alkotóművészek Országos Egyesületének, a Magyar Rajztanárok Országos Egyesületének és az Országos Pasztellfestők Egyesületének. Tagja a Hortobágyi Nemzetközi Művésztelepnek és a Cívis Nemzetközi Művésztelepnek. A debreceni Brassai Galéria vezetője 1989-től 2009-ig. 2003-óta a Hajdú-Bihar megyei középiskolások diáktárlatának zsűrielnöki feladatait látja el. Az Országos Középiskolás Képzőművészeti Diáktárlat zsűritagja, 2005-óta. Az OKTV Hajdú-Bihar Megyei Pedagógiai Intézet által rendezett megyei rajzversenyének zsűritagja, illetve zsűrielnöke is volt 2007-től, több alkalommal. A Brassai művészeti díj kuratóriumának elnöke.
2020 óta a Magyar Művészeti Akadémia köztestületi tagja.
2023-ban a Szabolcs-Szatmár-Bereg Vármegyei Értéktár Bizottság Komiszár János életművét és a máriapócsi Komiszár János Képtárat és Alkotóházat felvette a vármegye értéktárába.

## Ars poeticája
„Kétfajta világom van, s ezek bennem élnek. Egyrészről a természet valós formáinak szeretete, másrészről az elvont formák vonzása, melyek élményeimmel keveredve egy szimbolikus-absztrakt egységgé állnak össze. Festészetem ennek megfelelően archaikus és modern. Az elsőt tanultam a mestereimtől, a második jött magától, kialakult. Jól megvannak egymással bennem.”

Vezetőtanára volt a debreceni Brassai Sámuel Műszaki Középiskolának és a Kossuth Lajos Tudományegyetem Műszaki Karának. A Medgyessy Ferenc Gimnázium képzőművészeti tagozatán tanított festészetet. Évente festőkurzust tart középiskolásoknak, a debreceni Suliszerviz Pedagógiai Intézetben. Rajzkurzust vezet a hajdúszoboszlói Kovács Máté Kulturális Centrumban felnőtteknek.
Évtizedig volt a „Szóla” Rádió és a Friss Rádió képzőművészeti műsorvezetője 1996-tól, a Körkép című debreceni hetilap képzőművészeti rovatvezetője 2002-től, (260 írása jelent meg az orgánumban). A hajdúszoboszlói Szókimondó folyóiratban 2003 óta publikál képzőművészeti írásokat.

## Galéria
- Emlékeim montázsa
- Imáink súlya
- Megfeszítve
- Tisztítótűz

## Tanulmányútjai
- Ausztria
- Hollandia
- Olaszország
- Spanyolország
- Portugália
- Marokkó
- Tunézia
- Egyiptom
- Norvégia
- Oroszország
- Románia
- Görögország
- Kína
- Törökország

Külföldi művésztelepeken való részvétele: Románia, Hollandia, Spanyolország, Portugália, Norvégia, Olaszország, Kína.

## Az alábbi hazai művésztelepeken alkotott
- Csontváry Művésztelep – Hosszúpályi
- Hortobágyi Nemzetközi Művésztelep
- Hajdúbagosi Alkotótelep
- Gáborjáni Művésztelep
- Tisza Nemzetközi Művésztelep – Szolnok
- Máriapócsi Nemzetközi Művésztelep
- Hajdúdorogi Alkotótelep
- Vadaskerti Nemzetközi Művésztelep – Tiborszállás
- Létavértesi Alkotótelep
- Cívis Nemzetközi Művésztelep – Hajdúszoboszló (2004–2009)
- Nyírbogáti Nemzetközi Művésztelep
- Ráckeve Kék Duna Hotel
- Hajdúnánás Nemzetközi Művésztelep (művészeti vezetőként)
- Máriapócs (2015–2016) – alkotótábor-vezető
- Suliszerviz – Debrecen (2013-2016) – festőkurzus-vezető
- Szatmári Művésztelep – Mátészalka (2017)

## Önálló és társszerzőkkel közös könyvei
- „Szóla” Paraván (1998)
- Újra „Szóla” Paraván (1999)
- Debreceni Paraván (2000)
- Cívis Paraván (2003)
- Szirmok csókolóznak /Vitéz Ferenc verseivel / (2003)
- Színes paletta (2004)
- Hej, Debrecen / költők verseivel / (2005)
- Színekre szavak / Vitéz Ferenc verseivel / (2005)
- Őrangyal / Szkiba Éva verseivel / (2006)
- Mert a barátom /Ujváry Zoltán professzor tiszteletére / (2007)
- Délibáb színei (2007)
- Az ígéret városa / költők verseivel / (2007)
- Hit és türelem / Erdei Sándor verseivel / (2010)
- Mária Terézia a folklórban / Dr. Ujváry Zoltánnal / (2010)
- Holló László-díjasok / album-könyv / (2012)
- Debrecen az ősi város / költők verseivel / (2013)
- A jerikói rózsa / Válogatott gondolatok a tanári hitvallásról / (2016)
- Díjasaim és barátok. Portrék és montázsgrafikák (2018)

## Egyéb írásainak válogatott bibliográfiája
Debreceni és tiszántúli társadalmi és kulturális hetilapban, az alább felsorolt írásokon kívül 200 művészportré-cikke jelent meg):
- Szárnyak, bontogatva: középiskolás alkotók képzőművészeti tárlata, 1997.
- Megnyílt a II. Nagyrábéi Művésztelep, Művészet, 2002. 07. 05.
- II. Hajdúbagosi Alkotótábor, Képzőművészet, 2002. 07. 19.
- Pannókiállítás (1.) a Dr. Földi János Általános és Művészeti Iskolában: Égerházi Imre, és Kurucz D. István művészete, II/ 32. 2002.08.03.
- Pannókiállítás (2.) Mátyás József, és Tamás Ervin művészete, II/33. 2002. 08. 10.
- Pannókiállítás (3.) Bod László, és Horváth János Művészete, II/34. 2002. 08. 17.
- Pannókiállítás (4.) Micska Zoltán, és Földessy Péter művészete,II/35. 2002. 08. 24.
- Pannókiállítás (5.) Duncsák Attila, és Hézső Ferenc művészete, II/36. 2002. 08. 31.
- Pannókiállítás (6.) Szalay Ferenc, és Gaál András művészete, II/37. 2002. 09. 06.
- Pannókiállítás (7.) Burai István, és Fátyol Zoltán művészete, II/38. 2002. 09. 13.
- Pannókiállítás (8.) Zsigmond Attila, és Szilágyi Elek művészete, II/39. 2002. 09.
- Pannókiállítás (9.) Kelemen Marcell, és Zsáki István művészete,II/40. 2002. 10
- Pannókiállítás (10.) II/41.
- A washingtoni Kossuth Ház magyar művészei voltak, Művészvilág, II/49.
- Debreceni Karácsonyi Műtárgy Aukció, Műalkotások, II/51.
- 11. Festmény és műtárgyárverés, Műalkotások, II/52.
- Ujváry Zoltán néprajztudós, kitüntetettjeink a Kultúra napján, III/5.
- Bogdándy György festőművész, kitüntetettjeink a Kultúra napján, III/6.
- Csikos Sándor Jászai – díjas színművész, Kitüntetettjeink, III/7.
- Szerelemmel festett képek, Köszöntő, III/10.
- „Határok nélkül” alkotótábor Máriapócson, Művészvilág, III/31.
- Alkotótábor a Vadaskertben, Művészvilág, III/33.
- Szemléleti azonosságok, Józsa János festő – és grafikusművész és Józsa Lajos szobrászművész kiállítása, III/35.
- Először, másodszor, ha senki többet harmadszor! Műtárgy, III/38.
- Reneszánszát éli a régikép-kereskedelem, Műtárgy, 2003. 04. 25.
- Líra képekben: Kunkli Irén, Sipos Zsófia, Tóth Irén és Török Anikó festőművészek, Képzőművészet, III/42.
- Szász Endre beköltözött a Holló László Galériába, Művészet, III/45.
- Amikor „korosodván, egyre nő az érték”, Aukció, III/50.
- A szép és értékes műtárgy jó befektetés, Aukció, IV/1.
- Aknay a hangulat rögzítésének nagymestere, Képzőművészet, IV/8.
- Emlékezés a nagy festőre, Holló Lászlóra, Képzőművészet, IV/1.
- Patinásodik a Holló László Galéria, Képzőművészet, IV/10.
- A cívísváros árverési attrakciója, Képzőművészet, IV/16.
- Képtelenség, mennyi kép! Képek a Kortárs-art expón, minden mennyiségben, Képzőművészet.
- Oláh István népi iparművész alkotásaival Máriapócsra költözött, Képzőművészet.
- Három hazában otthon: a magyar ihlet erőt és energiát ad nekem, Képzőművészet.
- Szoborpark a Csapókertben: a művészi képességek genetikailag kódolva vannak, Képzőművészet, IV/35.
- Isten áldotta tehetség volt: Pirk János emlékkiállítása a Déri Múzeumban, IV/36.
- „István is, Koppány is én vagyok” Képzőművészet
- A pasztellfestők tavaszköszöntése, képzőművészeti életünk jelentős eseménye, Képzőművészet.
- Egyiptom a képzőművész szemével, „Nincs még egy ország, mely ennyi csodát tartogatna”, Képzőművészet
- Matyikó, az ornitológus festő, „A tapasztalt ember bölcsessége jelenik meg a festményein”, Képzőművészet, IV/46.
- Hajdúbagos és a képzőművészet, Művésztábor.
- A csodálatos búcsújáróhely alkotótábora: az itt élő emberek szemeit nyitogatják a művészetek felé. Képzőművészet. 2004.
- Időskor békében és nyugalomban, Gondoskodás. 2004.
- Az európai kulturális örökség hídjai: ritka tárlat a Medgyessy Ferenc Emlékmúzeumban, Művészetek. 2004.
- A Szabó László Művészeti Iskola féléves vizsgakiállítása, Szókimondó c. folyóirat, 2018 január
- Az Országos Középiskolás Diáktárlatról, Szókimondó, 2006-2018-ig minden évben.

## Munkásságát elemző könyvek (festményeivel, grafikáival)
- Arany Lajos – Erdei Sándor – Vida Lajos – Dr. Vitéz Ferenc: Komiszár János grafikai munkássága (2012)
- Jakabovits Miklós – Vitéz Ferenc – Szepessy Béla: Más kép – másképp. Komiszár János absztrakt világa (2019)
- Arany Lajos: Komiszár János festményeiről (2019)

Munkásságáról számos elemző cikk jelent meg.

## Díjak, elismerések, kitüntetések
- Árvízvédelemért érdemérem (1970)
- Gépipari Tud. Egy. szakdolg. pályázat I. helyezés (1978)
- Bolyai-emlékplakett (1988)
- Hajdú-Bihar Megyei Őszi Tárlat nívódíja (1998)
- Máriapócsért – Pro Urbe díj (1998)
- Holló László-díj (2001)
- „Debrecen Város Kiváló Pedagógusa” (2001)
- Debrecen Kultúrájáért Alapítvány alkotói ösztöndíja (2003, 2004, 2006)
- Máriapócs Díszpolgára (2004)
- Brassai Sámuel-plakett (2004)
- Boromisza Tibor-emlékérem (2004)
- Brassai művészeti díj (2006)
- „A dalok színesek” című Hajdú-Bihar megyei képző- és iparművészeti pályázat nívódíja (2007)
- Máriapócsért kitüntető oklevél (2011)
- Fehér Mária-díj / a NAP alapítvány és a Magyar jövő folyóirat alkotói díja / (2013)
- Csokonai-díj / művészeti alkotómunkájáért (2016)
- Kossuth Lajos-emlékérem / KLTE BK (2018)
- Szabolcs-Szatmár-Bereg Megyei Közgyűlés Emlékplakettje (2019)[2]
- Magyar Arany Érdemkereszt polgári tagozat (2019)[3]

## Állandó tárlatai
- Suliszerviz Oktatási és Szakértői Iroda, Debrecen – 2004 (megnyitotta: Molnár Csaba)
- Máriapócs, Városi Galéria – 1998 (megnyitotta: Arany Lajos)
- Máriapócs, városi óvoda – 2005 (megnyitotta: Nagy György polgármester)
- Nemzeti Szak- és Felnőttképzési Intézet Budapest – 2008
- Debreceni Egyetem Műszaki Kara, dékáni tárgyaló – 2009
- Máriapócs, Idősek Otthona, 2013, 2017 (megnyitotta: Papp Bertalan)
- Debreceni Akadémiai bizottsága székháza, Csokonai terem 2015 (Az ősi város címmel, megnyitotta: Erdei Sándor) * Debrecen város Polgármesteri Hivatala – 2016 (Az ígéret városa c.)
- Debreceni Egyetem Műszaki Kara (Ybl Miklós Műszaki Főiskola) – 2007
- Máriapócs, Idősek Otthona – 2018

## Fontosabb egyéni kiállításai
- Örményes – 1983, 1986, 1987
- Debrecen:

Újkerti Általános Művelődési Központ – 1986; DATE-Galéria, Csokonai Színház, Suliszerviz oktatási és szakértői iroda, Belvárosi Galéria – 1994,1995; Grand Hotel Aranybika, Városháza, Brassai Galéria, Dienes Galéria, Gábor Dénes Galéria, Kenézy Galéria, Szuzuki Szalon – 1996; Debreceni Konzervatórium, 1999; Újkerti könyvtár – 2002; DOTE-Galéria, 2002; Grand Hotel Aranybika hall 2003; Kölcsey Művelődési Központ, Csapókerti Közösségi Ház, Dóczy Gedeon Gimnázium Galériája – 2004; DOTE-Galéria, Ybl Galéria 2005; Brassai Galéria – 2007; Kortárs Art-Expo, HBZ-Galéria, Brassai Galéria – 2009; Bocskai Dandár Galériája, 2010; PET-Centrum – 2011; Benedek Elek Könyvtár, DOTE-Galéria – 2014, Debreceni Egyetem Elméleti Galéria – 2018, Csokonai Színház – 2019  
- Máriapócs: Városi galéria – 1993, 1995, 1996, 2003; művészeti iskola – 2011, Galéria (Mária úti polgármesterek találkozója) – 2012; Kulturális Központ – 2016; Idősek otthona – 2019
- Tiszafüred – 1994
- Hajdúdorog, GD Művelődési ház – 1995
- Kolozsvár, Brassai Líceum – 1996
- Szentgotthárd, Kastély Galéria, színház aulája – 1996
- Nagykálló – 1996
- Nyírbátor, Városi Galéria – 2015
- Fehérgyarmat – 2015
- Mátészalka: Szatmári Múzeum 2012, Kulturális Centrum – 2016, Dienes Galéria – 2019
- Vásárosnamény – 1999
- Hajdúhadház – 1999
- Biharkeresztes – 2000
- Berettyóújfalu – 2000
- Hajdúnánás – 2000
- Tiszavasvári – 2001
- Balmazújváros – 2001
- Hajdúböszörmény, Sillye Gábor Művelődési Központ, Torony Galéria – 2002
- Hajdúszoboszló: Mátyás Hotel – 1997, Béke Szálló – 2002, 2003, 2005, 2006, 2008, 2013, Városi Galéria – 2006
- Hajdúdorog: Görög Demeter Művelődési Központ – 1992, Görög Katolikus Gimnázium – 2004
- Hajdúszovát – 1983, 1986
- Mátraháza: Ózon Hotel, Bérc Hotel – 2005
- Egri Galéria – 2005
- Zsáka – 2005
- Mezőberény – 2005, 2006
- Békés – 2005
- Békéscsaba – 2005, Munkácsy Galéria – 2007
- Gyula, Hőforrás Hotel – 2005
- Agárd, Hotel Viking – 2005
- Budapest: Művészetek Palotája – 2005, Mocco Galéria – 2015
- Mezőberény – 2006
- Hosszúpályi, Közösségi Ház – 2007
- Abádszalóki Galéria – 2007
- Siófok, Kálmán Imre Művelődési Központ – 2008, 2009
- Nagyvárad, MM Vár Galéria – 2010
- Pócspetri, Közösségi Ház – 2011
- Kiskunfélegyháza, Petőfi Sándor Könyvtár – 2012
- Hajdúhadház, Galéria – 2012
- Szirmabesenyő – 2013
- Noszvaj, Oxigén Hotel – 2013
- Csenger, Múzeum – 2014
- Egerszalók, Salaris Hotel Galéria – 2015
- Geszteréd, Kulturális Központ – 2017
- Nyíregyháza, Bencs Villa – 2017, Móricz Zsigmond Könyvtár – 2019
- Tiszadada – 2019
- Kisújszállás – 2019
- Máriapócs – 2019

## Fontosabb közös kiállításai
- Alkotó pedagógusok képzőművészeti kiállítása – 2001, Újkerti Galéria
- „Szóla” Paraván c. könyvben szereplők tárlata – 1998. október 18., Grand Hotel Aranybika
- Kovászna, Cantata profana nemzetközi kiállítás – 1999
- XVII. Országos Nyári Tárlat – 2002. július 21., Debreceni Egyetem Díszudvara
- Hortobágyi Nemzetközi Művésztelep kiállítása – 2001. február, Hajdúhadház, Földi János Művészeti Általános Iskola
- Cívis Nemzetközi Művésztelep zárókiállítása – 2004, 2005, 2006 december, Délibáb Hotel
- Hortobágyi Alkotótábor zárókiállítása – 2001. március, Hortobágy, Faluház
- Hajdú-Bihar Megyei Őszi Tárlatok – 1988-tól évente
- Debreceni Tavaszi Tárlat – 2000, 2001, 2002, 2005, 2006, 2007, 2008, 2009, 2011, 2012, 2013, 2014, 2015, 2016, 2017, 2018, 2019
- Országos Nyári Tárlat – 2000, 2002, 2004, 2006, 2007, 2008, 2014. Kölcsey Központ, és Medgyessy Emlékmúzeum
- Hajdú-Bihar megyei képző- és iparművészeti pályázat tárlata, „A dalok színesek” c. – 2007
- Balaton-tárlat, országos képzőművészeti kiállítás – Balatonalmádi, 2007, 2008,
- A Medgyessy-kör 60 éves jubileumi tárlata, 2007. október, Belvárosi Galéria
- Hajdú-Bihar Megyei Őszi tárlat, Hajdúböszörmény, 2007. november
- Cívis Nemzetközi Művésztelep kiállítása – 2007, 2008. december
- 6. Nemzetközi Baráti Képzőművészeti Kiállítás – 2007-2008, Peking, Shenyang, Kína
- Nemzetközi Képzőművészeti Kiállítás – 2008. július 26. – augusztus 10., Dél-Korea
- Holló-díjasok kiállítása – 2008, HBZ-Galéria
- Cívis Nemzetközi Művésztelep zárókiállítása, Hajdúszoboszló – 2008. június és 2008. december
- Országos Nyári Tárlat – 2008. Debrecen Kölcsey Központ
- Pannónia Tájkép Biennále, Balatonalmádi – 2008
- Miskolc, Szőnyi István Terem – 2009. április 3.
- Budapest, Duna Galéria – 2009. június 3., jubileumi tárlat
- Hajdúnánás – 2009, a művésztelep kiállítása
- Gyomaendrőd – 2010, a művésztelep kiállítása
- Négy nemzet képzőművészeinek kiállítása, Debrecen, Bényi Árpád kiállítóterem – 2010
- Pasztellfestők kiállítása, Nagyvárad – 2010
- Országos Pasztellfestészeti Kiállítás, Debrecen, Méliusz-könyvtár – 2011. február 26.
- Debrecen, DOTE Elméleti Galéria, Holló-díjasok kiállítása – 2013
- Látható költészet (Egri László költővel közösen), Nyírbátor, 2014. január 22.
- Kossuth Lajos Tudományegyetem baráti körének kiállítása, DOTE-Galéria – 2014, 2016
- Pasztellfestők kiállítása, DAB, Nyírbátor, Mátészalka, Debrecen Bényi Árpád terem 2016
- Derecske Kulturális Központ – 2015–2016
- Hajdúszoboszló, Kovács Máté Kulturális centrum, Debrecen Érseki Hivatal, Nyíregyháza, Görögkatolikus Főiskola: Ablak a világra c. vándorkiállítás – 2018